# Lola (película de 2024)
Lola es una película dramática independiente estadounidense de 2024 dirigida por Nicola Peltz y Bria Vinaite en su debut como directora, a partir de un guion escrito por Peltz. La película está protagonizada por Peltz y Virginia Madsen.
La película se estrenó en Estados Unidos el 9 de febrero de 2024.

## Sinopsis
Lola James trabaja para ahorrar suficiente dinero para sacar a su hermano pequeño, Arlo, de su hogar tóxico. Arlo la mantiene esperanzada, hasta una noche trágica, cuando todo su mundo queda desarraigado. A partir de ese momento, nada volverá a ser igual.

## Reparto
- Nicola Peltz como Lola James
- Virginia Madsen como Mona
- Richie Merritt como Malachi, el novio de Lola
- Trevor Long como Trick, el novio de Mona
- Raven Goodwin como Babina, la mejor amiga de Lola.
- Luke David Blumm como Arlo, el hermano de nueve años de Lola.

## Producción
En marzo de 2021, se anunció que Nicola Peltz haría su debut como directora codirigiendo una película que ella escribió titulada Lola James. La película estaría protagonizada por Peltz y Virginia Madsen. Durante la producción, se reveló que Richie Merritt, Trevor Long, Raven Goodwin y Luke David Blumm estaban en el elenco.
La fotografía principal comenzó el 1 de marzo de 2021 y concluyó el 15 de abril de 2021 en Los Ángeles, California.
El tráiler se lanzó el 11 de enero de 2024 bajo el título Lola con el codirector Vinaite sin acreditar.

## Estreno
Lola fue estrenada en Estados Unidos el 9 de febrero de 2024.